# Priessnitzův zábal
Priessnitzův zábal nebo také Priessnitzův obklad je lidový recept, používaný k léčbě namožených kloubů, svalů a vazů, poraněného podkoží, bolestí v krku, suchého kašle, horečky, zánětu průdušek, angíny, laryngitidy, faryngitidy a některých dalších onemocnění či příznaků. Vynálezcem a propagátorem této metody byl přírodní léčitel Vincenz Priessnitz, po němž zábaly dostaly svůj název.
Při léčbě zábalem se postupuje takto: přímo na tělo pacienta se rozloží vyždímaná látka, předem namočená do studené vody. Ta se překryje igelitem a zábal se zakončí silnější vrstvou látky (například ručníkem, osuškou) a připevní (kupříkladu spínacím špendlíkem). Zábal se ponechá nemocnému přibližně 2 až 3 hodiny. V případě přetrvání potíží lze postup opakovat třikrát až čtyřikrát denně.
Priessnitzův zábal působí ve třech fázích:
- hypotermická fáze, kdy díky snížení teploty na začátku zábalu (2 až 3 minuty) dochází ke zúžení cév;
- izotermická fáze – během dalších 30 až 40 minut se teplota těla vyrovnává, původně zúžené cévy se díky této změně rozšiřují;
- hypertermická fáze, kdy se tělo v místě zábalu začne přehřívat a cévy se nadále rozšiřují (tzv. reaktivní hyperémie).